# Friedrich Kasimir (Teschen)

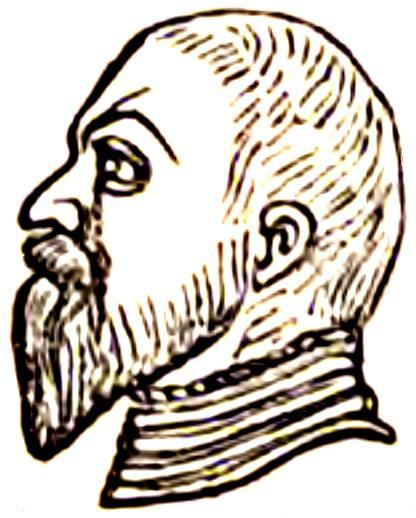
Porträt von Friedrich Kasimir, ursprünglich von einer Münze

Friedrich Kasimir von Teschen (tschechisch Fridrich Kazimír Těšínský; * Dezember 1541 oder Januar 1542; † 4. Mai 1571) war Herzog von Teschen und seit 1560 Herzog von Bielitz.

## Herkunft und Familie
Friedrich Kasimir entstammte dem Teschener Zweig der Schlesischen Piasten. Seine Eltern waren Herzog Wenzel III. Adam und Maria, Tochter des mährischen Landeshauptmanns Johann von Pernstein.
Am 28. Dezember 1563 vermählte sich Friedrich Kasimir mit Katharina (1542–1569), Tochter des Liegnitzer Herzogs Friedrich III. Der Ehe entstammte die Tochter Katharina, die 1565 geboren wurde und im Alter von sechs Jahren starb.

## Leben
Friedrich Kasimir galt zunächst als Alleinerbe seines Vaters, da er der einzige Sohn aus dessen erster Ehe mit Maria von Pernstein war. Deshalb wurde er nach Erlangung der Volljährigkeit von seinem Vater zum Mitregenten bestimmt. 1560 übertrug er ihm auch das Herzogtum Bielitz sowie die Herrschaften Freistadt und Friedek zu eigener Verantwortung.
Obwohl Friedrich Kasimir über kein hohes Einkommen verfügte, führte er einen üppigen Lebensstil und brachte sein Land innerhalb kurzer Zeit zum finanziellen Zusammenbruch. Der Gesamtbetrag der Schulden wurde nach einer Schätzung eines Kaiserlichen Ausschusses auf die Summe von 244.000 Talern beziffert. Da Friedrich Kasimir noch zu Lebzeiten seines Vaters 1571 starb, war dieser gezwungen, zur Begleichung der Schulden die Gebiete des Verstorbenen mit Zustimmung des Kaisers Maximilian II. als eine Minderstandesherrschaft an Karl von Promnitz auf Pless zu verkaufen.
Erbe des Herzogtums Teschen wurde der erst 1574 geborene Halbbruder Friedrich Kasimirs Adam Wenzel, dem es 1592 gelang, die Herrschaft Freistadt zurückzuerwerben. Er entstammte der zweiten Ehe seines Vaters, der 1567 Sidonie, Tochter des Herzogs Franz I. von Lauenburg geheiratet hatte. Adam Wenzel war mit Elisabeth, einer Tochter des kurländischen Herzogs Gotthard Kettler verheiratet. Mit deren Sohn Friedrich Wilhelm erlosch der Teschener Familienzweig 1625 im Mannesstamm.